# Jadzhy Radzhabau
Jadzhy Radzhabau –en bielorruso, Хаджы Раджабаў– (27 de octubre de 1995) es un deportista bielorruso que compite en lucha libre. Ganó una medalla de bronce en el Campeonato Europeo de Lucha de 2021, en la categoría de 92 kg.

## Palmarés internacional
| Campeonato Europeo | Campeonato Europeo | Campeonato Europeo | Campeonato Europeo |
| Año                | Lugar              | Medalla            | Categoría          |
| ------------------ | ------------------ | ------------------ | ------------------ |
| 2021               | Varsovia (Polonia) | Medalla de bronce  | 92 kg              |